# Pidone
Il pidone o pitone (u pidùni / pitùni, in siciliano) è un alimento tipico della rosticceria
messinese con forma a mezza luna.

## Caratteristiche
Nella sua ricetta originale è fritto e viene farcito con indivia riccia (scarola), tuma, acciughe sotto sale e pepe, anche se conosciuto in numerose altre varianti (come ad esempio con pomodoro, prosciutto, etc.), sia fritto che al forno (con impasto diverso).